# Sci alpino ai XXIV Giochi olimpici invernali - Discesa libera maschile
La gara di discesa libera maschile dello sci alpino dei XXIV Giochi olimpici invernali di Pechino si è svolta il 7 febbraio 2022, presso il Xiaohaituo nella Contea di Yanqing a partire dalle ore 12:00 (UTC+8). Era inizialmente prevista per il 6 febbraio alle ore 11:00 e poi rinviata per il vento.

## Risultati
| Pos.    | N. | Atleta                       | Nazione              | Tempo   | Distacco |
| ------- | -- | ---------------------------- | -------------------- | ------- | -------- |
| Oro     | 13 | Beat Feuz                    | Svizzera             | 1'42"69 | —        |
| Argento | 19 | Johan Clarey                 | Francia              | 1'42"79 | +0"10    |
| Bronzo  | 9  | Matthias Mayer               | Austria              | 1'42"85 | +0"16    |
| 4       | 2  | James Crawford               | Canada               | 1'42"92 | +0"23    |
| 5       | 11 | Aleksander Aamodt Kilde      | Norvegia             | 1'43"20 | +0"51    |
| 6       | 15 | Dominik Paris                | Italia               | 1'43"21 | +0"52    |
| 7       | 17 | Marco Odermatt               | Svizzera             | 1'43"40 | +0"71    |
| 8       | 7  | Vincent Kriechmayr           | Austria              | 1'43"45 | +0"76    |
| 9       | 18 | Max Franz                    | Austria              | 1'43"52 | +0"83    |
| 10      | 29 | Bostjan Kline                | Slovenia             | 1'43"75 | +1"06    |
| 11      | 22 | Adrian Smiseth Sejersted     | Norvegia             | 1:43.82 | +1.13    |
| 11      | 25 | Maxence Muzaton              | Francia              | 1:43.82 | +1.13    |
| 13      | 14 | Romed Baumann                | Germania             | 1:43.84 | +1.15    |
| 14      | 16 | Ryan Cochran-Siegle          | Stati Uniti          | 1:43.91 | +1.22    |
| 15      | 8  | Matteo Marsaglia             | Italia               | 1:44.06 | +1.37    |
| 16      | 7  | Niels Hintermann             | Svizzera             | 1:44.08 | +1.39    |
| 17      | 32 | Adur Etxezarreta             | Spagna               | 1:44.12 | +1.43    |
| 17      | 6  | Andreas Sander               | Germania             | 1:44.12 | +1.43    |
| 19      | 3  | Bryce Bennett                | Stati Uniti          | 1:44.25 | +1.56    |
| 20      | 18 | Travis Ganong                | Stati Uniti          | 1:44.39 | +1.70    |
| 21      | 5  | Daniel Hemetsberger          | Austria              | 1:44.59 | +1.90    |
| 22      | 29 | Brodie Seger                 | Canada               | 1:44.68 | +1.99    |
| 23      | 26 | Josef Ferstl                 | Germania             | 1:44.69 | +2.00    |
| 24      | 28 | Miha Hrobat                  | Slovenia             | 1:44.71 | +2.02    |
| 25      | 24 | Stefan Rogentin              | Svizzera             | 1:44.95 | +2.26    |
| 26      | 27 | Blaise Giezendanner          | Francia              | 1:45.00 | +2.31    |
| 27      | 10 | Matthieu Bailet              | Francia              | 1:45.23 | +2.54    |
| 28      | 31 | Marco Pfiffner               | Liechtenstein        | 1:45.79 | +3.10    |
| 29      | 36 | Arnaud Alessandria           | Principato di Monaco | 1:46.25 | +3.56    |
| 30      | 41 | Barnabás Szőllős             | Israele              | 1:46.88 | +4.19    |
| 31      | 37 | Jack Gower                   | Irlanda              | 1:47.61 | +4.92    |
| 32      | 35 | Henrik Von Appen             | Cile                 | 1:47.69 | +5.00    |
| 33      | 39 | Ivan Kovbasnyuk              | Ucraina              | 1:48.09 | +5.40    |
| 34      | 40 | Simon Breitfuss Kammerlander | Bolivia              | 1:48.26 | +5.57    |
| 35      | 43 | Albin Tahiri                 | Kosovo               | 1:52.44 | +9.75    |
| 36      | 42 | Xu Mingfu                    | Cina                 | 1:56.93 | +14.24   |
|         | 2  | Dominik Schwaiger            | Germania             | DNF     | DNF      |
|         | 4  | Christof Innerhofer          | Italia               | DNF     | DNF      |
|         | 21 | Broderick Thompson           | Canada               | DNF     | DNF      |
|         | 33 | Marko Vukićević              | Serbia               | DNF     | DNF      |
|         | 34 | Nejc Naraločnik              | Slovenia             | DNF     | DNF      |
|         | 38 | Zhang Yangming               | Cina                 | DNF     | DNF      |
|         | 30 | Kjetil Jansrud               | Norvegia             | DNS     | DNS      |